# Samar-Hornvogel
Der Samar-Hornvogel (Penelopides samarensis) ist eine Art aus der Familie der Nashornvögel (Bucerotidae). Sein Verbreitungsgebiet ist auf einige der philippinischen Inseln begrenzt. Wie alle Nashornvögel ist auch der Samar-Hornvogel ein Höhlenbrüter. Das Weibchen mauert sich während der Brutzeit in einer Baumhöhle ein. Sie und später die Jungvögel werden von dem Männchen mit Nahrung versorgt.

## Erscheinungsbild
Samar-Hornvogel zählen zu den kleineren Hornvögeln. Die Körperlänge beträgt 45 Zentimeter. Auf den Schwanz entfallen beim Männchen durchschnittlich 19,9 Zentimeter, der Schwanz des Weibchens ist mit 17,9 Zentimeter etwas kürzer. Der Schnabel ist beim Männchen durchschnittlich 10,1 Zentimeter lang, der des Weibchens ist mit durchschnittlich 8,1 Zentimeter etwas kürzer. Die beiden Geschlechter unterscheiden sich auch im Gewicht. Männchen wiegen durchschnittlich 509 Gramm, die Weibchen dagegen 422 Gramm. Der Geschlechtsdimorphismus bei dieser Art ist so ausgeprägt, dass die Geschlechter bei Feldbeobachtungen unterschieden werden können.
Die Männchen weisen auf der Brust sowie am Hals und am Kopf ein gelblich-weißes Gefieder auf. Das übrige Körpergefieder ist schwarz. Die Oberschwanzdecken sind allerdings blass rotbraun. Das ist auch das Unterscheidungsmerkmal zum Mindanao-Tariktikhornvogel, als dessen Unterart der Samar-Hornvogel lange eingeordnet wurde. Bei Weibchen dagegen sind auch Hals, Brust und Kopf schwarz befiedert. Unbefiederte Stellen am Kopf sind blassblau. Bei den Männchen dagegen sind die unbefiederten Stellen rund um die Augen beigefarben, die Haut an der Kehle ist dagegen schwarz. Während das Männchen dunkelbraune Beine und Füße aufweist, hat das Weibchen schwarze.
Der Samar-Hornvogel ist in seinem Verbreitungsgebiet die einzige Nashornvogelart.

## Verbreitungsgebiet und Lebensraum
Der Samar-Hornvogel kommt auf den philippinischen Inseln Samar und den deutlich kleineren Inseln Leyte und Bohol vor. Die Topographie von Samar wird bestimmt durch ein flachhügeliges Terrain, das im Zentrum bis auf 800 Meter über dem Meeresspiegel ansteigt. Der größte Fluss von Samar ist der Catubig, der im nördlichen Zentrum der Insel entspringt und in die Philippinensee mündet. Im Südosten der Insel liegt ein verkarsteter Höhenzug; in diesem liegt der Sohoton-Natural-Bridge-Nationalpark, der Teil des Samar Natural Parks ist. Auf allen drei Inseln ist die zunehmende Entwaldung der Faktor, der entscheidend dazu beiträgt, dass die Art gefährdet ist. Zu Ende des 20. Jahrhunderts betrug der Waldanteil auf Samar noch 30 Prozent, auf Leyte noch 20 Prozent und auf Bohol noch 10 Prozent.
Der Samar-Hornvogel ist eine waldbewohnende Vogelart. Er besiedelt Primärwald und ist besonders auf Waldlichtungen und entlang der Waldränder anzutreffen. Er sucht ausnahmsweise auch isoliert stehende fruchttragende Bäume auf, wenn diese nicht zu weit vom Wald entfernt stehen.

## Lebensweise
Die Lebensweise des Samar-Hornvogels ist bislang nur oberflächlich untersucht. Er lebt einzelgängerisch oder paarweise. Gelegentlich ist er auch in kleinen Gruppen von bis zu 12 Individuen in fruchttragenden Bäumen anzutreffen. Er ist vermutlich wie die überwiegende Mehrzahl der Nashornvögel omnivor. Feigen spielen in seiner Ernährung eine große Rolle, daneben frisst er vermutlich Gliederfüßer und kleine Wirbeltiere.
Zwei Weibchen in Brutstimmung wurden im Zeitraum April und Mai beobachtet. Ein in Gefangenschaft gehaltener Samar-Hornvogel legte ein Gelege von drei Eiern. Bei in Gefangenschaft gehaltenen Individuen waren beide Partnervögel daran beteiligt, den Eingang zur Nisthöhle zuzumauern. Das Weibchen verließ die Bruthöhle, bevor die Jungvögel flügge waren. Dieses Verhalten findet sich bei vielen Nashornvogelarten.

## Einzelbelege
1. 1 2 3  Kemp: The Hornbills - Bucerotiformes. S. 206.